# Thẻ tre Ngân Tước sơn
Thẻ tre Ngân Tước sơn (chữ Hán: 銀雀山漢簡, Ngân Tước sơn Hán giản) là các bản ghi chép cổ trên thẻ tre được phát hiện tại Trung Quốc năm 1972. Bộ thẻ tre này có ghi lại nhiều văn bản quân sự cổ rất quý hiếm, trong đó phải kể tới 16 chương của cuốn Tôn Tẫn binh pháp do Tôn Tẫn sáng tác đời Chiến Quốc đã thất truyền từ lâu, 5 chương chưa từng được biết tới của bộ Tôn Tử binh pháp và 7 chương sách Lục Thao trước đây chỉ có đề mục.

## Lịch sử khai quật

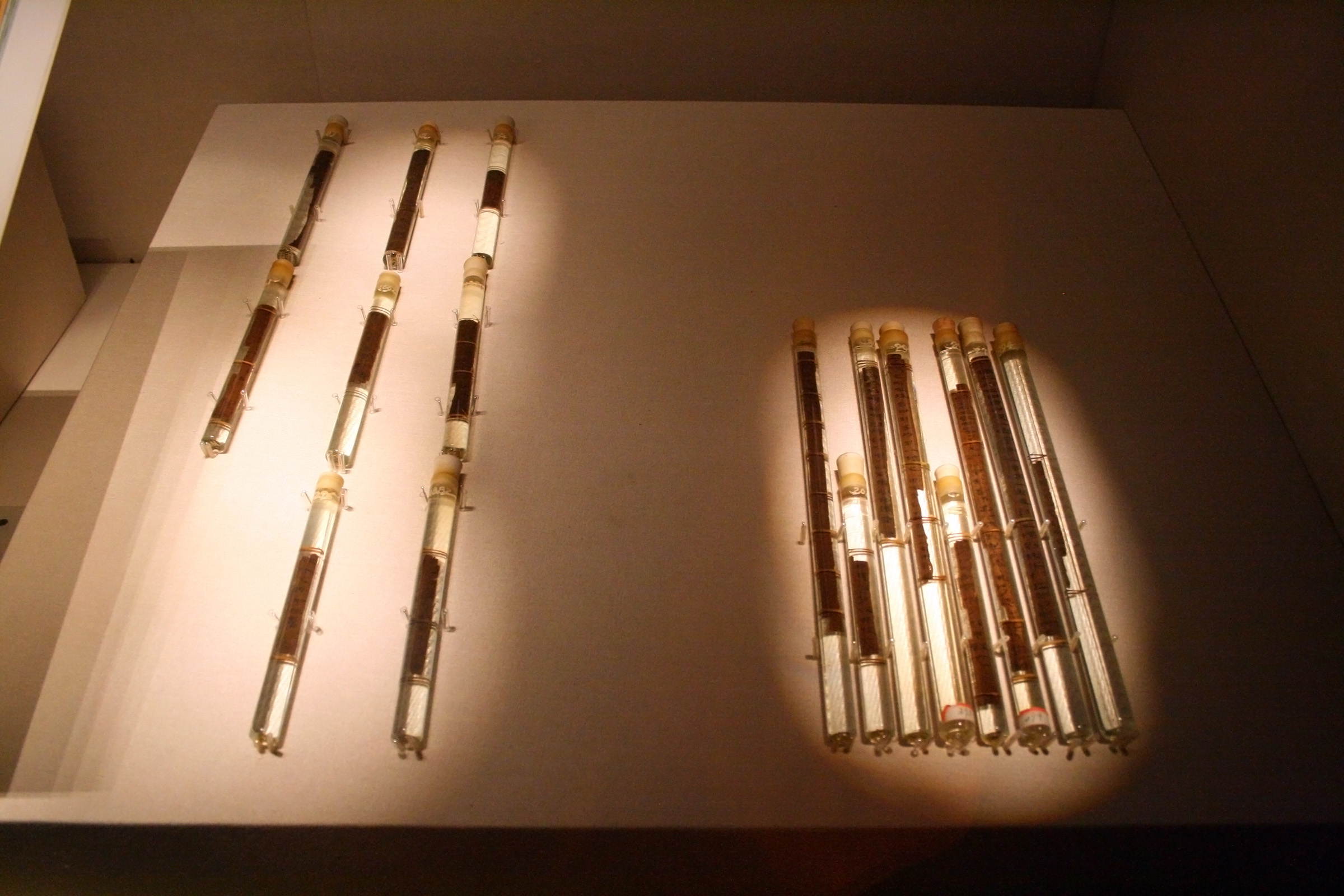

Năm 1972 các nhà khảo cổ học Trung Quốc trong lúc khai quật hai ngôi mộ cổ ở Ngân Tước sơn thuộc phía Đông Nam thành phố Lâm Nghi tỉnh Sơn Đông đã phát hiện tại ngôi mộ thứ nhất 4.942 thẻ tre có chứa ghi chép trong đó có một vài đoạn thuộc các văn bản cổ đã được biết đến, một số đoạn khác thuộc về các văn bản quân sự chưa từng được phát hiện và một số đoạn lại giống với nội dung của sách Quản Tử và Mặc Tử. Người sở hữu các thẻ tre này được xác định là một viên tướng có họ là Tư Mã. Trong ngôi mộ thứ hai, các nhà khảo cổ tiếp tục phát hiện ra 32 mảnh thẻ tre khác có ghi một phần lịch của năm 134 TCN.
Thời gian chôn cất của hai ngôi mộ được xác định vào khoảng 140 TCN/134 TCN và 118 TCN, vì vậy các văn bản trên thẻ tre rõ ràng phải được viết từ trước đó. Sau khi phục hồi trạng thái của các thẻ tre, dựa vào nội dung trên thẻ người ta đã chia chúng thành 9 nhóm, 154 phần. Nhóm đầu tiên gồm 13 chương Tôn Tử binh pháp của Tôn Vũ cùng 5 chương mới của bộ sách này chưa từng được biết đến, nhóm thứ 2 gồm 16 chương Tôn Tẫn binh pháp của Tôn Tẫn vốn đã thất truyền từ lâu, nhóm thứ 3 gồm 7 chương gốc hoặc đã mất của cuốn Lục thao (mà trước đây người ta chỉ biết tới tiêu đề), nhóm thứ 4 và thứ 5 gồm 5 chương của sách Úy Liêu Tử, một trong Võ kinh thất thư (武經七書) và 16 chương của Yến Tử, phần còn lại là các ghi chép không xác định được danh tính tác giả.

## Nội dung
| Nhóm | Tên tác phẩm                                             | Số lượng                  | Đánh số |
| ---- | -------------------------------------------------------- | ------------------------- | ------- |
| 01   | Tôn Tử binh pháp (孫子兵法) của Tôn Vũ                   | 13 chương và 5 chương mới | 001-018 |
| 02   | Tôn Tẫn binh pháp (孫臏兵法) của Tôn Tẫn                 | 16 chương                 | 019-034 |
| 03   | Úy Liễu Tử (尉繚子)                                      | 5 chương                  | 035-039 |
| 04   | Yến Tử (晏子)                                            | 16 chương                 | 040-055 |
| 05   | Lục Thao (六韜) của Khương Tử Nha                        | 7 chương gốc hoặc mới     | 056-069 |
| 06   | Thủ pháp, thủ lệnh (守法, 守令)                          | 10 chương                 | 070-079 |
| 07   | Luận chính luận binh chi loại (論政論兵之類)             | 50 chương                 | 080-129 |
| 08   | Âm dương thời lệnh chiêm hậu chi loại (陰陽時令占候之類) | 12 chương                 | 130-141 |
| 09   | Tài liệu khác                                            | 13 chương                 | 142-154 |